# Helius (Eurhamphidia) ata
Helius (Eurhamphidia) ata is een tweevleugelige uit de familie steltmuggen (Limoniidae). De soort komt voor in het Oriëntaals gebied.